# Milà-Sanremo 2005
L'edició del 2005 de la clàssica ciclista Milà-Sanremo es disputà el 19 de març del 2005. Gràcies a la seva potència i al treball de l'equip Fassa Bortolo, Alessandro Petacchi va aconseguir una victòria que desitjava des de feia temps i que el consagrà definitivament com un dels més grans esprintadors del món.

## Classificació general
|    | Ciclista            | Equip                      | Temps     |
| -- | ------------------- | -------------------------- | --------- |
| 1  | Alessandro Petacchi | Fassa Bortolo              | 7h 11'39" |
| 2  | Danilo Hondo        | Gerolsteiner               | m. t.     |
| 3  | Thor Hushovd        | Crédit Agricole            | m. t.     |
| 4  | Stuart O'Grady      | Cofidis                    | m. t.     |
| 5  | Óscar Freire        | Rabobank                   | m. t.     |
| 6  | Philippe Gilbert    | Française des Jeux         | m. t.     |
| 7  | Ruggero Marzoli     | Acqua & Sapone-Adria Mobil | m. t.     |
| 8  | Tom Boonen          | Quick Step-Innergetic      | m. t.     |
| 9  | Franco Pellizotti   | Liquigas-Bianchi           | m. t.     |
| 10 | Manuele Mori        | Saunier Duval-Prodir       | m. t.     |